# Нундіни
Нундіни (лат. Nundinae, від novem — дев'ять, dies — день) — у Стародавньму Римі ринкові дні, в які селяни приходили до міста та в які жителі міст проводили свої закупки та торгівлі справи на наступні 8 днів — тривалість тижня Стародавньму Римі. Отже проміжок між нундідами був 7 днів.
Оманлива назва періоду від слова дев'ять, при тривалості тижня лише у 8 днів, виходить із звичного рахунку в Стародавньму Римі, коли враховувалися ті два ринкові дні (нундійні дні). Отже, між нундійними днями було лише 7 днів. Цей ринковий календарний цикл також називають нундійним, а ринкові (нундійні) дні в римському календарі позначались буквами з «A» до «H». Оскільки тривалість року була  355 днів і не ділилася на 8, то, наприклад, починаючи з «A» одного року початок наступного міг бути «F», зберігаючи незалежний ритм нундінів.
Нундіни, спочатку відповідали проміжку часу між двома фазами Місяця, відділялися один від одного сімома днями. Три ринкові дні (нундіни) займали період у 17 днів (1+7+1+7+1=17, включаючи в підрахунок самі нундіди) або Trinundinum.
Оскільки в Стародавньому Римі нундіальний цикл був визначений тривалістю у 8 днів, інформація про дати ринкових днів надзвичайно важлива для визначення дат з Римського календаря.
До 287 до н.е. нундіни вважалися nefasti dies, коли суди були зачинені. Для того, аби в цей день селяни могли вирішувати свої юридичні справи, закон Lex Hortensia змінив статус нундінів на dies fasti non comitiales.